# 仏井駅
仏井駅（プルジョンえき）は、大韓民国慶尚北道聞慶市にかつて存在した韓国鉄道公社の駅である。

## 歴史
- 1954年11月10日 - 開業。
- 1993年9月1日 - 廃止。

## 隣の駅
韓国鉄道公社
聞慶線
舟坪駅 - 仏井駅 - 鎮南駅